# Bebe Barron
Bebe Barron (* 16. Juni 1925 in Minneapolis; † 20. April 2008 in Los Angeles; eigentlich Charlotte May Wind) war eine US-amerikanische Filmkomponistin und mit ihrem Mann Louis (1920–1989) Wegbereiterin der Elektronischen Musik. Sie komponierte 1956 die erste komplett elektronische Filmmusik für Alarm im Weltall (Forbidden Planet).

## Leben
Bebe heiratete 1947 Louis Barron, der an der University of Chicago Musik studiert hatte. Sie zogen nach New York City, wo Louis’ Cousin, ein Manager bei 3M, ihnen als Hochzeitsgeschenk ein Tonbandgerät schenkte. Sie begannen mit diesem und anderen Geräten, elektronische Musik zu entwickeln.
Heavenly Menagerie, für den Film Magnetic Tape aufgenommen, war der erste amerikanische Titel, der komplett elektronisch eingespielt war. Lange vor der Entwicklung von Samplern und Synthesizern war die Aufnahme elektronischer Musik ein schwieriges und langwieriges Unterfangen, das Tonband musste zerschnitten und neu verklebt werden, um die erzeugten Klänge zu fertigen Kompositionen zusammenzufügen.
Louis Barron hatte verschiedene elektronische Schaltkreise entwickelt, mit denen er Klänge erzeugen konnte, darunter einen Ringmodulator. Die erzeugten Klänge waren jedoch weder vorhersehbar noch reproduzierbar, zudem war die Lebensdauer der Schaltkreise sehr kurz. Daher zeichneten die Barrons alle ihre Klangexperimente auf Band auf. Die so erzeugten Tonfetzen wurden daraufhin mittels Tonbandgeräten durch verschiedene Effekte weiter verfremdet, zum Beispiel durch schnelleres oder langsameres Abspielen oder Hinzufügen von Echo-Effekten und Delay. Die Abmischung wurde mit mehreren Tonbandgeräten gleichzeitig durchgeführt; hierzu wurden zwei Geräte manuell synchronisiert und das Resultat auf einem dritten Gerät aufgenommen.
Bebe Barron war die Komponistin, sie sortierte die Tonbänder und suchte verwendbares Material aus den Klangexperimenten ihres Mannes heraus. Sie war unter den ersten Musikern, die eine Endlosschleife eines Tonbandes verwendeten, um so einen Grundrhythmus zu erzeugen.
Im Studio der Barrons nahmen auch verschiedene andere Avantgarde-Musiker auf, unter anderem John Cage.
Trotz ihrer Scheidung 1970 führten Bebe und Louis Barron ihre künstlerische Arbeit bis zum Tod von Louis 1989 weiter fort. 1997 wurden sie mit dem SEAMUS Lifetime Achievement Award ausgezeichnet.

## Alarm im Weltall
Um mit ihrer Musik Geld zu verdienen, wendeten sich die Barrons nach Hollywood. Dort wurde schon seit längerer Zeit mit ausgefallenen Instrumenten wie dem Theremin gearbeitet. Sie arbeiteten zunächst als Tontechniker an verschiedenen Filmen in den 1950er Jahren, bis sie 1956 die Musik zu Alarm im Weltall aufnahmen. Obwohl die Filmmusik vom Publikum begeistert aufgenommen wurde und ein Meilenstein der elektronischen Musik war, wurden sie für ihr Werk nicht gewürdigt, da die Gewerkschaft der amerikanischen Filmmusiker mit Hilfe eines Anwaltes durchgesetzt hatte, dass es sich nicht um Musik, sondern nur um elektronische Töne handele. Somit erhielten sie keine Erwähnung als Komponisten, was eine Voraussetzung für eine Oscar-Nominierung gewesen wäre. Forbidden Planet OST wurde aufgenommen in die legendäre Wire-Liste The Wire’s „100 Records That Set the World on Fire (While No One Was Listening)“.